# Векторний добуток

Векторний добуток (вертикальний вектор) змінюється разом з кутом між векторами

Ве́кторний добу́ток — білінійна, антисиметрична операція на векторах у тривимірному просторі. На відміну від скалярного добутку векторів евклідового простору, результатом векторного добутку є вектор (його також називають «векторним добутком»), а не скаляр.
Векторний добуток двох векторів у тривимірному евклідовому просторі — вектор, перпендикулярний до обох вихідних векторів, довжина якого дорівнює площі паралелограма, утвореного вихідними векторами, а вибір з двох напрямків визначається так, щоб трійка з векторів-множників, узятих в такому ж порядку, як записано в добутку, і отриманого вектора була правою. Векторний добуток колінеарних векторів (зокрема, якщо хоча б один з множників — нульовий вектор) вважається рівним нульовому вектору.
Таким чином, для визначення векторного добутку двох векторів необхідно задати орієнтацію простору, тобто сказати, яка трійка векторів є правою, а яка — лівою. При цьому не є обов'язковим задання у розглянутому просторі будь-якої системи координат. Зокрема, при заданій орієнтації простору результат векторного добутку не залежить від того, чи є розглядувана система координат правою, чи лівою. При цьому формули вираження координат векторного добутку через координати вихідних векторів у правій і лівій ортонормованій прямокутній системі координат відрізняються знаком.
Векторний добуток не має властивості комутативності та асоціативності. Він є антикомутативним і, на відміну від скалярного добутку векторів, результат є знову вектором.
Корисний для «вимірювання» перпендикулярності векторів — модуль векторного добутку двох векторів дорівнює добутку їхніх модулів, якщо вони перпендикулярні, і зменшується до нуля, якщо вектори колінеарні.
Має багато технічних і фізичних застосувань. Наприклад, момент імпульсу і сила Лоренца математично записуються у вигляді векторного добутку.

## Історія
Векторний добуток було введено У. Гамільтоном у 1846 році одночасно зі скалярним добутком у зв'язку з кватерніонами — відповідно, як векторна і скалярна частина добутку двох кватерніонів, скалярна частина яких дорівнює нулю.

## Позначення
Найчастіше для позначення векторного добутку вживається символ ×. Векторний добуток позначається також квадратними дужками, в яких співмножники розділені комами. Крім того, в фізичних текстах заведено позначати вектори жирним шрифтом.
{\displaystyle {\vec {u}}\times {\vec {v}}=[{\vec {u}},{\vec {v}}]=[{\vec {u}}\times {\vec {v}}]=\mathbf {u} \times \mathbf {v} =[\mathbf {u} ,\mathbf {v} ]}

## Праві і ліві трійки векторів у тривимірному евклідовому просторі
Розглянемо впорядковану трійку некомпланарних (лінійно незалежних) векторів {\displaystyle {\vec {a}},{\vec {b}},{\vec {c}}} в тривимірному евклідовому просторі. В орієнтованому просторі така трійка векторів буде або «правою», або «лівою».

### Геометричне визначення
Нехай початки розгляданих векторів перебувають в одній точці. Упорядкована трійка некомпланарних векторів {\displaystyle {\vec {a}},{\vec {b}},{\vec {c}}} у тривимірному просторі називається правою, якщо з кінця вектора {\displaystyle {\vec {c}}} найкоротший поворот від вектора {\displaystyle {\vec {a}}} до вектору {\displaystyle {\vec {b}}} видно спостерігачеві проти годинникової стрілки. І навпаки, якщо найкоротший поворот видно за годинниковою стрілкою, то трійка називається лівою.

### Визначення за допомогою руки

Знаходження напрямку векторного добутку використовуючи правило правої руки

Інше визначення пов'язане з правою рукою людини, звідки і взято назву. На малюнку трійка векторів {\displaystyle {\vec {a}}}, {\displaystyle {\vec {b}}}, {\displaystyle {\vec {a}}\times {\vec {b}}} є правою.

### Алгебричне визначення
Існує також аналітичний спосіб визначення правої і лівої трійки векторів, який вимагає задання у розглянутому просторі правої або лівої системи координат, причому не обов'язково прямокутної і ортонормованої.
Потрібно скласти матрицю, першим рядком якої будуть координати вектора {\displaystyle {\vec {a}}}, другим — вектора {\displaystyle {\vec {b}}}, третім — вектора {\displaystyle {\vec {c}}}. Потім, залежно від знака визначника цієї матриці, можна зробити такі висновки:
- Якщо визначник додатний, то трійка векторів має ту ж орієнтацію, що й система координат.
- Якщо визначник від'ємний, то трійка векторів має орієнтацію, протилежну орієнтації системи координат.
- Якщо визначник дорівнює нулю, то вектори компланарні (лінійно залежні).

### Зауваження
Визначення «правої» і «лівої» трійки векторів залежать від орієнтації простору, але не вимагають задання у розглянутому просторі будь-якої системи координат, як і не вимагає цього визначення самого векторного добутку. При цьому формули вираження координат векторного добутку через координати вихідних векторів будуть відрізнятися знаком у правій і лівій прямокутній системі координат.
Всі праві між собою (і ліві між собою) трійки векторів називаються однаково орієнтованими.
За заданої орієнтації простору система координат називається правою (лівою), якщо трійка з векторів з координатами {\displaystyle (1,0,0)}, {\displaystyle (0,1,0)}, {\displaystyle (0,0,1)} є правою (лівою).
Геометричне визначення і визначення за допомогою руки самі задають орієнтацію простору. Алгебраїчне визначення задає спосіб розбиття трійок некомпланарних векторів на два класи однаково орієнтованих векторів, але воно не задає орієнтації простору, а використовує вже задану — ту, на підставі якої дана система координат вважається правою або лівою. При цьому, якщо орієнтація системи координат невідома, можна порівнювати знак визначника зі знаком визначника іншої трійки некомпланарних векторів, орієнтація якої відома — якщо знаки збігаються, то трійки однаково орієнтовані, якщо знаки протилежні — трійки протилежно орієнтовані.

## Алгебраїчне означення векторного добутку
Довільний вектор в {\displaystyle \mathbb {R} ^{3}} описується своїми координатами відносно стандартного базису {\displaystyle \{{\vec {i}},{\vec {j}},{\vec {k}}\}.} Векторним добутком двох {\displaystyle 3}-векторів
{\displaystyle {\vec {u}}=u_{1}{\vec {i}}+u_{2}{\vec {j}}+u_{3}{\vec {k}},\quad {\vec {v}}=v_{1}{\vec {i}}+v_{2}{\vec {j}}+v_{3}{\vec {k}},}
називається {\displaystyle 3}-вектор
{\displaystyle {\vec {u}}\times {\vec {v}}=(u_{2}v_{3}-u_{3}v_{2}){\vec {i}}+(u_{3}v_{1}-u_{1}v_{3}){\vec {j}}+(u_{1}v_{2}-u_{2}v_{1}){\vec {k}},}
який також символічно записується у вигляді {\displaystyle 3\times 3} детермінанту:
{\displaystyle {\vec {u}}\times {\vec {v}}={\begin{vmatrix}{\vec {i}}&{\vec {j}}&{\vec {k}}\\u_{1}&u_{2}&u_{3}\\v_{1}&v_{2}&v_{3}\end{vmatrix}}}.
Насправді ці формули для векторного добутку виконуються у будь-якому ортонормованому базисі {\displaystyle \mathbb {R} ^{3}}.

## Геометричне означення векторного добутку
У науковій літературі з механіки і фізики розповсюджено дещо інше означення векторного добутку.
Векторним добутком двох {\displaystyle 3}-векторів {\displaystyle {\vec {u}},{\vec {v}}\in \mathbb {R} ^{3}} називається {\displaystyle 3}-вектор {\displaystyle {\vec {u}}\times {\vec {v}}\in \mathbb {R} ^{3}}, який задовольняє наступним вимогам:
1. {\displaystyle |{\vec {u}}\times {\vec {v}}|=|{\vec {u}}||{\vec {v}}|\sin \theta ,} де {\displaystyle \theta } —це кут між {\displaystyle {\vec {u}}} та {\displaystyle {\vec {v}}} (довжина або правило паралелограма);
2. вектор {\displaystyle {\vec {u}}\times {\vec {v}}} — ортогональний до векторів {\displaystyle {\vec {u}}} та {\displaystyle {\vec {v}}} (ортогональність);
3. вектори {\displaystyle {\vec {u}},{\vec {v}},{\vec {u}}\times {\vec {v}}} утворюють праву трійку векторів (орієнтація).

## Властивості

### Геометричні властивості векторного добутку

Малюнок 1: Площа паралелограма дорівнює модулю векторного добутку.

Малюнок 2: Об'єм паралелепіпеда при використанні векторного і скалярного добутку векторів; пунктирні лінії показують проєкції вектора c на a × b і вектора b × c на a. Це відповідає різним способам обчислення об'єму.

- Необхідною і достатньою умовою колінеарності двох ненульових векторів є рівність нулю їх векторного добутку.
- Модуль векторного добутку {\displaystyle [{\vec {a}},\;{\vec {b}}]} дорівнює площі {\displaystyle S} паралелограма, побудованого на зведених до спільного початку векторах {\displaystyle {\vec {a}}} і {\displaystyle {\vec {b}}} (див. малюнок 1)
- Якщо {\displaystyle {\vec {e}}} — одиничний вектор, ортогональний векторам {\displaystyle {\vec {a}}} і {\displaystyle {\vec {b}}} і вибраний так, що трійка Неможливо розібрати вираз (SVG (MathML можна ввімкнути через плагін браузера): Недійсна відповідь («Math extension cannot connect to Restbase.») від сервера «http://localhost:6011/uk.wikipedia.org/v1/»:): {\displaystyle \vec{a}, \vec{b}, \vec{e}}
 — права, а {\displaystyle S} — площа паралелограма, побудованого на них (зведених до спільного початку), то для векторного добутку справедлива формула:

{\displaystyle [{\vec {a}},\;{\vec {b}}]=S\cdot {\vec {e}}.}
- Якщо {\displaystyle {\vec {c}}} — який-небудь вектор, {\displaystyle \pi } — будь-яка площина, яка містить цей вектор, Неможливо розібрати вираз (SVG (MathML можна ввімкнути через плагін браузера): Недійсна відповідь («Math extension cannot connect to Restbase.») від сервера «http://localhost:6011/uk.wikipedia.org/v1/»:): {\displaystyle \vec{e}}
 — одиничний вектор, що лежить у площині {\displaystyle \pi } і ортогональний до {\displaystyle {\vec {c}}}, {\displaystyle {\vec {g}}} — одиничний вектор, ортогональний до площини {\displaystyle \pi } і спрямований так, що трійка векторів {\displaystyle {\vec {e}},{\vec {c}},{\vec {g}}} є правою, то для будь-якого вектора {\displaystyle {\vec {a}}}, що лежить у площині {\displaystyle \pi }, справедлива формула

{\displaystyle [{\vec {a}},\;{\vec {c}}]=\mathrm {Pr} _{\vec {e}}{\vec {a}}\cdot |{\vec {c}}|\cdot {\vec {g}}.}
- При використанні векторного і скалярного добутків можна вирахувати об'єм паралелепіпеда, побудованого на зведених до спільного початку векторах a, b і c (див. малюнок 2). Такий добуток трьох векторів називається мішаним.

{\displaystyle V=|\langle {\vec {a}},\;[{\vec {b}},\;{\vec {c}}]\rangle |.}
На малюнку показано, що цей об'єм може бути знайдений двома способами: геометричний результат зберігається навіть при заміні «скалярного» і «векторного» добутків місцями:
{\displaystyle V=\langle [{\vec {a}},\;{\vec {b}}],\;{\vec {c}}\rangle =\langle {\vec {a}},\;[{\vec {b}},\;{\vec {c}}]\rangle .}
Величина векторного добутку залежить від синуса кута між початковими векторами, тому векторний добуток може сприйматися як степінь «перпендикулярності» векторів так само, як і скалярний добуток може розглядатися як степінь «паралельності». Векторний добуток двох одиничних векторів дорівнює 1 (одиничного вектора), якщо початкові вектори перпендикулярні, і дорівнює 0 (нульовому вектору), якщо вектори паралельні або антипаралельні.

### Алгебричні властивості векторного добутку
Далі {\displaystyle [{\vec {a}},\;{\vec {b}}]} і {\displaystyle \langle {\vec {a}},\;{\vec {b}}\rangle } позначають відповідно векторний і скалярний добуток векторів {\displaystyle {\vec {a}}} і {\displaystyle {\vec {b}}}.
| Подання | Опис |
| {\displaystyle [{\vec {a}},\;{\vec {b}}]=-[{\vec {b}},{\vec {a}}]} | Антикомутативність.                                                                                                |
| {\displaystyle [\alpha \cdot {\vec {a}},\;{\vec {b}}]=[{\vec {a}},\;\alpha \cdot {\vec {b}}]=\alpha \cdot [{\vec {a}},\;{\vec {b}}]}                                     | Ассоціативність множення на скаляр.                                                                                |
| {\displaystyle [{\vec {a}}+{\vec {b}},\;{\vec {c}}]=[{\vec {a}},\;{\vec {c}}]+[{\vec {b}},\;{\vec {c}}]}                                                                 | Дистрибутивність за додаванням.                                                                                    |
| {\displaystyle [[{\vec {a}},\;{\vec {b}}],\;{\vec {c}}]+[[{\vec {b}},\;{\vec {c}}],\;{\vec {a}}]+[[{\vec {c}},{\vec {a}}],\;{\vec {b}}]=0}                               | Тотожність Якобі.                                                                                                  |
| {\displaystyle [{\vec {a}},\;{\vec {a}}]={\vec {0}}} | |
| {\displaystyle [{\vec {a}},\;[{\vec {b}},\;{\vec {c}}]]={\vec {b}}\cdot \langle {\vec {a}},\;{\vec {c}}\rangle -{\vec {c}}\cdot \langle {\vec {a}},\;{\vec {b}}\rangle } | Формула «БАЦ мінус ЦАБ», тотожність Лагранжа.                                                                      |
| {\displaystyle \|[{\vec {a}},\,{\vec {b}}]\|^{2}+\langle {\vec {a}},\,{\vec {b}}\rangle ^{2}=\|{\vec {a}}\|^{2}\cdot \|{\vec {b}}\|^{2}}                                 | Частковий випадок мультиплікативності норми кватерніонів.                                                          |
| {\displaystyle \langle [{\vec {a}},\,{\vec {b}}],\,{\vec {c}}\rangle =\langle {\vec {a}},\,[{\vec {b}},\,{\vec {c}}]\rangle }                                            | Значення цього виразу називають мішаним добутком векторів {\displaystyle a}, {\displaystyle b}, {\displaystyle c}. |

## Вираження в координатах

### У правому ортонормованому базисі
Якщо два вектори {\displaystyle {\vec {a}}} і {\displaystyle {\vec {b}}} подані у правому ортонормованому базисі координатами
{\displaystyle {\vec {a}}=(a_{x},\;a_{y},\;a_{z}),}
{\displaystyle {\vec {b}}=(b_{x},\;b_{y},\;b_{z}),}
то їх векторний добуток має координати
{\displaystyle [{\vec {a}},\;{\vec {b}}]=(a_{y}b_{z}-a_{z}b_{y},\;a_{z}b_{x}-a_{x}b_{z},\;a_{x}b_{y}-a_{y}b_{x}).}
Для запам'ятовування цієї формули зручно використовувати символічний визначник:
{\displaystyle [{\vec {a}},\;{\vec {b}}]={\begin{vmatrix}\mathbf {i} &\mathbf {j} &\mathbf {k} \\a_{x}&a_{y}&a_{z}\\b_{x}&b_{y}&b_{z}\end{vmatrix}},}
де {\displaystyle \mathbf {i} =(1,0,0)}, {\displaystyle \mathbf {j} =(0,1,0)}, {\displaystyle \mathbf {k} =(0,0,1)}, або
{\displaystyle [{\vec {a}},\;{\vec {b}}]_{i}=\sum _{j,k=1}^{3}\varepsilon _{ijk}a_{j}b_{k},}
де {\displaystyle \varepsilon _{ijk}} — символ Леві-Чивіти.

### У лівому ортонормованому базисі
Якщо базис лівий ортонормований, то векторний добуток у координатах має вигляд
{\displaystyle [{\vec {a}},\;{\vec {b}}]=(a_{z}b_{y}-a_{y}b_{z},\;a_{x}b_{z}-a_{z}b_{x},\;a_{y}b_{x}-a_{x}b_{y}).}
Для запам'ятовування, аналогічно:
{\displaystyle [{\vec {a}},\;{\vec {b}}]=-{\begin{vmatrix}\mathbf {i} &\mathbf {j} &\mathbf {k} \\a_{x}&a_{y}&a_{z}\\b_{x}&b_{y}&b_{z}\end{vmatrix}},}
або
{\displaystyle [{\vec {a}},\;{\vec {b}}]_{i}=-\sum _{j,k=1}^{3}\varepsilon _{ijk}\cdot a_{j}\cdot b_{k}.}
Формули для лівої системи координат можна отримати з формул правої системи координат, записавши ті ж вектори {\displaystyle {\vec {a}}} і {\displaystyle {\vec {b}}} у допоміжній правій системі координат ({\displaystyle \mathbf {i} '=\mathbf {i} ,\mathbf {j} '=\mathbf {j} ,\mathbf {k} '=-\mathbf {k} }):
{\displaystyle [{\vec {a}},\;{\vec {b}}]={\begin{vmatrix}\mathbf {i} '&\mathbf {j} '&\mathbf {k} '\\a'_{x}&a'_{y}&a'_{z}\\b'_{x}&b'_{y}&b'_{z}\end{vmatrix}}={\begin{vmatrix}\mathbf {i} &\mathbf {j} &-\mathbf {k} \\a_{x}&a_{y}&-a_{z}\\b_{x}&b_{y}&-b_{z}\end{vmatrix}}=-{\begin{vmatrix}\mathbf {i} &\mathbf {j} &\mathbf {k} \\a_{x}&a_{y}&a_{z}\\b_{x}&b_{y}&b_{z}\end{vmatrix}}.}

### У довільній афінній системі координат
Векторний добуток у довільній афінній системі координат {\displaystyle O{\vec {e}}_{1}{\vec {e}}_{2}{\vec {e}}_{3}} має координати
{\displaystyle [{\vec {a}},\;{\vec {b}}]={\begin{vmatrix}[{\vec {e}}_{2},\;{\vec {e}}_{3}]&[{\vec {e}}_{3},\;{\vec {e}}_{1}]&[{\vec {e}}_{1},\;{\vec {e}}_{2}]\\a_{x}&a_{y}&a_{z}\\b_{x}&b_{y}&b_{z}\end{vmatrix}}.}

## Варіації та узагальнення

### Кватерніони
Координати векторного добутку в правому ортонормованому базисі можна також записати в кватерніонній формі, тому букви {\displaystyle \mathbf {i} }, {\displaystyle \mathbf {j} }, {\displaystyle \mathbf {k} } — стандартні позначення для ортів в {\displaystyle \mathbb {R} ^{3}}: вони розглядаються як уявні кватерніони.
Зауважимо, що співвідношення через векторний добуток між {\displaystyle \mathbf {i} }, {\displaystyle \mathbf {j} } і {\displaystyle \mathbf {k} } відповідають правилам множення для кватерніонів {\displaystyle i}, {\displaystyle j} і {\displaystyle k}. Якщо уявити вектор {\displaystyle (a_{1},\;a_{2},\;a_{3})} як кватерніон {\displaystyle a_{1}i+a_{2}j+a_{3}k}, то векторний добуток двох векторів виходить взяттям векторної частини від добутку відповідних їм кватерніонів. Скалярний добуток цих векторів протилежний скалярній частині добутку цих кватерніонів.

### Перетворення до матричної форми
Векторний добуток двох векторів у координатах у правому ортонормованому базисі можна записати як добуток кососиметричної матриці і вектора:
{\displaystyle [{\vec {a}},\;{\vec {b}}]=[{\vec {a}}]_{\times }{\vec {b}}={\begin{bmatrix}\,0&\!-a_{3}&\,\,a_{2}\\\,\,a_{3}&0&\!-a_{1}\\-a_{2}&\,\,a_{1}&\,0\end{bmatrix}}{\begin{bmatrix}b_{1}\\b_{2}\\b_{3}\end{bmatrix}},}
{\displaystyle [{\vec {b}},\;{\vec {a}}]={\vec {b}}^{T}[{\vec {a}}]_{\times }={\begin{bmatrix}b_{1}&b_{2}&b_{3}\end{bmatrix}}{\begin{bmatrix}\,0&\!-a_{3}&\,\,\,a_{2}\\\,\,\,a_{3}&\,0&\!-a_{1}\\-a_{2}&\,\,a_{1}&\,0\end{bmatrix}},}
де
{\displaystyle [{\vec {a}}]_{\times }{\stackrel {\rm {def}}{=}}{\begin{bmatrix}\,\,0&\!-a_{3}&\,\,\,a_{2}\\\,\,\,a_{3}&0&\!-a_{1}\\\!-a_{2}&\,\,a_{1}&\,\,0\end{bmatrix}}.}
Нехай {\displaystyle {\vec {a}}} дорівнює векторному добутку:
{\displaystyle {\vec {a}}=[{\vec {c}},\;{\vec {d}}],}
тоді
{\displaystyle [{\vec {a}}]_{\times }=({\vec {c}}{\vec {d}}^{T})^{T}-{\vec {c}}{\vec {d}}^{T}.}
Така форма запису дозволяє узагальнити векторний добуток на вищі розмірності, подаючи псевдовектори (кутова швидкість, індукція тощо) як такі кососиметричні матриці. Ясно, що такі фізичні величини будуть мати {\displaystyle n(n-1)/2} незалежних компонент у {\displaystyle n}-вимірному просторі. У тривимірному просторі виходять три незалежні компоненти, тому такі величини можна подавати як вектори цього простору.
З такою формою запису також здебільшого простіше працювати (наприклад, в епіполярній геометрії).
Із загальних властивостей векторного добутку випливає, що
{\displaystyle [{\vec {a}}]_{\times }\,{\vec {a}}={\vec {0}}} і {\displaystyle {\vec {a}}^{T}\,[{\vec {a}}]_{\times }={\vec {0}},}
а оскільки {\displaystyle [{\vec {a}}]_{\times }} кососиметрична, то
{\displaystyle {\vec {b}}^{T}\,[{\vec {a}}]_{\times }\,{\vec {b}}=0.}
У такій формі запису легко довести тотожність Лагранжа (правило «БАЦ мінус ЦАБ»).

### Поширення на матриці
У тривимірному випадку можна визначити в координатах у довільному базисі векторний добуток матриць і добуток матриці на вектор. Це робить очевидним зазначений вище ізоморфізм і дозволяє спростити багато викладок. Подамо матрицю {\displaystyle A} як стовпець векторів, тоді
{\displaystyle {\begin{bmatrix}{\vec {a}}_{1}\\{\vec {a}}_{2}\\{\vec {a}}_{3}\end{bmatrix}}\times {\vec {b}}={\begin{bmatrix}{\vec {a}}_{1}\times {\vec {b}}\\{\vec {a}}_{2}\times {\vec {b}}\\{\vec {a}}_{3}\times {\vec {b}}\end{bmatrix}},}
{\displaystyle {\begin{bmatrix}{\vec {a}}_{1}\\{\vec {a}}_{2}\\{\vec {a}}_{3}\end{bmatrix}}\cdot {\vec {b}}={\begin{bmatrix}{\vec {a}}_{1}\cdot {\vec {b}}\\{\vec {a}}_{2}\cdot {\vec {b}}\\{\vec {a}}_{3}\cdot {\vec {b}}\end{bmatrix}}.}
Множення матриці на вектор зліва визначається аналогічно, якщо подати {\displaystyle A} як рядок векторів. Транспонування матриці, відповідно, переводить рядок векторів у стовпець векторів, і навпаки. Легко узагальнити багато співвідношень для векторів на співвідношення для векторів і матриць, наприклад ({\displaystyle A} — матриця, {\displaystyle {\vec {x}}}, {\displaystyle {\vec {y}}} — вектори):
{\displaystyle A\cdot ({\vec {x}}\times {\vec {y}})=(A\times {\vec {x}})\cdot {\vec {y}},}
{\displaystyle A\times ({\vec {x}}\times {\vec {y}})={\vec {x}}(A\cdot {\vec {y}})-{\vec {y}}(A\cdot {\vec {x}}).}
Після цього можна змінити форму запису для векторного добутку:
{\displaystyle {\vec {x}}\times {\vec {y}}=E\cdot ({\vec {x}}\times {\vec {y}})=(E\times {\vec {x}})\cdot {\vec {y}},}
{\displaystyle E} — одинична матриця. Звідси очевидні існування і вигляд матриці, що відповідає векторному множенню на вектор ліворуч. Аналогічно можна отримати вираз для множення матриці на вектор праворуч. Поширюючи операції над векторами на матриці покомпонентно, подаючи їх як «вектори з векторів», стандартні співвідношення для векторів легко узагальнюються на матриці. Наприклад, теорема Стокса в {\displaystyle \mathbb {R} ^{3}} набуде вигляду:
{\displaystyle \int \limits _{\Sigma }\operatorname {rot} \,\mathbf {A^{T}} \,\mathbf {d\Sigma } =\int \limits _{\partial \Sigma }\mathbf {A} \cdot \,d\mathbf {r} ,}
де ротор матриці {\displaystyle A} обчислюється як векторний добуток матриці {\displaystyle A} на оператор Гамільтона зліва (базис вважається правим ортонормованим). У цих позначеннях дуже легко довести, наприклад, такі форми теореми Стокса:
{\displaystyle \int \limits _{\Sigma }\operatorname {grad} \,u\times \,\mathbf {d\Sigma } =\int \limits _{\partial \Sigma }u\,d\mathbf {r} ,}
{\displaystyle \int \limits _{\Sigma }\left[\mathbf {d\Sigma } ;\left[\nabla ;\mathbf {a} \right]\right]=\int \limits _{\partial \Sigma }\mathbf {a} \times d\mathbf {r} .}

### Розмірності, не рівні трьом
Нехай {\displaystyle n} — розмірність простору.
Векторний добуток, що володіє всіма властивостями звичайного тривимірного векторного добутку, тобто бінарне білінійне антисиметричне невироджене відображення {\displaystyle \mathbb {R} ^{n}\times \mathbb {R} ^{n}\to \mathbb {R} ^{n}}можна ввести тільки для розмірностей 3 і 7.
Однак є просте узагальнення на інші натуральні виміри, починаючи з 3, а якщо потрібно — і на розмірність 2 (останнє, щоправда, дещо специфічним чином). Тоді це узагальнення, на відміну від неможливого, описаного трохи вище, вводиться не для пари векторів, а лише для набору {\displaystyle (n-1)} векторів-співмножників. Цілком аналогічно мішаному добутку, природно узагальнюваному в {\displaystyle n}-вимірному просторі на операцію з {\displaystyle n} співмножниками. Використовуючи символ Леві-Чивіти {\displaystyle \varepsilon _{i_{1}i_{2}i_{3}\ldots i_{n}}} з {\displaystyle n} індексами можна явно записати такий {\displaystyle (n-1)}-валентний векторний добуток як
{\displaystyle P_{i}(\mathbf {a,\;b,\;c,\;\ldots } )=\sum _{j,\;k,\;m,\;\ldots =1}^{n}\varepsilon _{ijk\ldots }a_{j}b_{k}c_{m}\ldots =\det({\begin{pmatrix}\mathbf {e_{1}} \\\vdots \\\mathbf {e_{n}} \end{pmatrix}}\mathbf {,a,b,c,\ldots } )\cdot \mathbf {e_{i}} ,}
Таке узагальнення дає гіперплощу розмірності {\displaystyle n-1}.
Якщо потрібно ввести операцію саме для двох співмножників, що має геометричний сенс, гранично близький до змісту векторного добутку (тобто представляє орієнтовану площу), то результат вже не буде вектором, оскільки при {\displaystyle n\neq 3} не знайдеться єдиної, однозначно визначеної нормалі до двовимірної площини, натягнутої на множники. Можна ввести бівектор, компоненти якого дорівнюють проєкціям орієнтованої площі паралелограма, натягнутого на пару векторів, на координатні площини:
{\displaystyle \ P_{ij}(\mathbf {a,b} )=a_{i}b_{j}-a_{j}b_{i}}.
Ця конструкція називається зовнішнім добутком.
Для двовимірного випадку операція
{\displaystyle \ P(\mathbf {a,b} )=a_{1}b_{2}-a_{2}b_{1}}.
називається псевдоскалярним добутком, оскільки отримуваний простір одновимірний і результат є псевдоскаляром. (Двоіндексний зовнішній добуток, описаний вище, можна ввести і для двовимірного простору, однак він, очевидно, досить тривіально пов'язаний зі псевдоскалярним добутком, а саме зовнішній добуток у цьому випадку подається матрицею, на діагоналі якої нулі, а два недіагональні елементи, що залишилися, дорівнюють псевдоскалярному добутку і мінус псевдоскалярному добутку).

## Алгебра Лі векторів
Векторний добуток вводить на {\displaystyle \mathbb {R} ^{3}} структуру алгебри Лі (оскільки він задовольняє обом аксіомам — антисиметричності і тотожності Якобі). Ця структура відповідає ототожненню {\displaystyle \mathbb {R} ^{3}} з дотичною алгеброю Лі {\displaystyle so(3)} до групи Лі {\displaystyle SO(3)} ортогональних лінійних перетворень тривимірного простору.